# Glaucosphaera
Glaucosphaera là một chi bọ cánh cứng trong họ Chrysomelidae.
Chi này được miêu tả khoa học năm 1926 bởi Maulik.

## Các loài
Chi này gồm các loài:
- Glaucosphaera indica Medvedev, 2001